# Чарльз Раут
Чарльз Раут (англ. Charles Rought, 16 жовтня 1884 — 31 січня 1919) — британський академічний веслувальник.
Срібний призер Олімпійських Ігор 1912 року в складі розпашної четвірки зі стерновим.